# David Carradine
John Arthur Carradine (Los Ángeles, 8 de diciembre de 1936-Bangkok, 3 de junio de 2009), conocido en el cine como David Carradine, fue un actor estadounidense, célebre por su trabajo en la serie de televisión Kung fu y la película Kill Bill. Fue miembro de la familia de actores Carradine la cual se inició con su padre, John Carradine. Tuvo una carrera de actor en donde desempeñaba papeles protagónicos o de reparto en televisión y cine durante más de cuatro décadas. 
Prolífico actor «B» de cine, David Carradine apareció en más de cien películas en una carrera de más de seis décadas. Recibió nominaciones para Golden Globe Award (Globo de Oro) y Emmy Award por su trabajo en Kung Fu y recibió tres nominaciones adicionales de Golden Globe por su interpretación en el biopic de Woody Guthrie Bound for Glory (1976), la miniserie de televisión North and South (1985) y la película de Quentin Tarantino Kill Bill: Volumen 2, con la que ganó the Saturn Award como mejor actor de reparto.
Las películas que presentaron a Carradine se continuaron exhibiendo después de su muerte. Estos créditos póstumos fueron de una gran variedad de géneros: acción, documentales, drama, terror, artes marciales, ciencia ficción y oeste. En suma a su carrera de actor, Carradine fue director y músico. Estuvo influenciado por su papel de Kung Fu, lo que lo hizo estudiar las artes marciales. El 1 de abril de 1997, Carradine recibió una estrella en el paseo de la fama de Hollywood.
El 3 de junio de 2009, fue encontrado muerto en un cuarto de hotel en Bangkok (Tailandia) debido a una presunta asfixia autoinflingida. 

## Biografía
David Carradine era hijo del actor John Carradine y medio hermano de Keith Carradine y Robert Carradine. Comenzó su carrera cinematográfica en 1964 en el western Taggart.

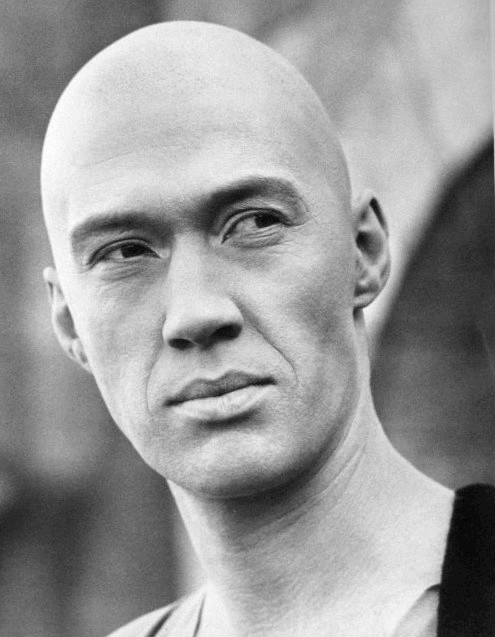
Carradine en Kung fu.

 Carradine logró brillar como actor, aunque quedó encasillado por su personaje en la serie televisiva Kung fu (entre 1972 y 1975), interpretando al monje shaolín chino-estadounidense Kwai Chang Caine. Este personaje iba a ser interpretado por Bruce Lee, pero al final el papel se adjudicó a Carradine porque Lee tenía rasgos demasiado asiáticos.
De hecho, otras interpretaciones de Carradine estuvieron ligadas a las artes marciales, como El círculo de hierro (de Richard Moore, 1978) y Lone Wolf McQuade (de Steve Carver, 1983). Carradine apenas tenía conocimientos sobre artes marciales con anterioridad a su actuación en la serie Kung fu, pero desarrolló un gran interés por ellas a raíz de ésta, llegó a convertirse en un ávido practicante e incluso a escribir un libro sobre el tema.
Carradine alternó personajes esquemáticos en películas inspiradas por los dibujos animados, como Death Race 2000 (de Paul Bartel, 1975), con las interpretaciones más complejas, en las que ha brillado:
- Boxcar Bertha (de Martin Scorsese, en 1972),
- Esta tierra es mi tierra (de Hal Ashby, en 1976),
- El huevo de la serpiente (de Ingmar Bergman, en 1977),
- Forajidos de leyenda (de Walter Hill, en 1980),
- Río abajo (de José Luis Borau, en 1984), etc.

A principios de los años noventa dirigió, protagonizó y produjo una secuela de la serie de televisión Kung fu original (Kung fu: la leyenda continúa).
De entre sus últimas interpretaciones en la gran pantalla cabe destacar su papel de Bill en la película de Quentin Tarantino Kill Bill, actuando junto a Uma Thurman.
Además fue parte de una serie televisiva «de fantasmas», en la que actores famosos ingresaban a distintos lugares donde se encontraban con espíritus, y Carradine, era parte guía y persona de experiencia para ello llamado Celebrity Paranormal Project en el canal VH1. También actuó en la segunda temporada de Tiempo Final, serie transmitida por el canal Fox.
En 2009 se estrenó la película Big Stan («El gran Stan» en España, y «A prueba de hombres» en Hispanoamérica), en la que Carradine hace el papel del cruel maestro de artes marciales del protagonista, recordando su etapa en la serie Kung fu.

### Muerte

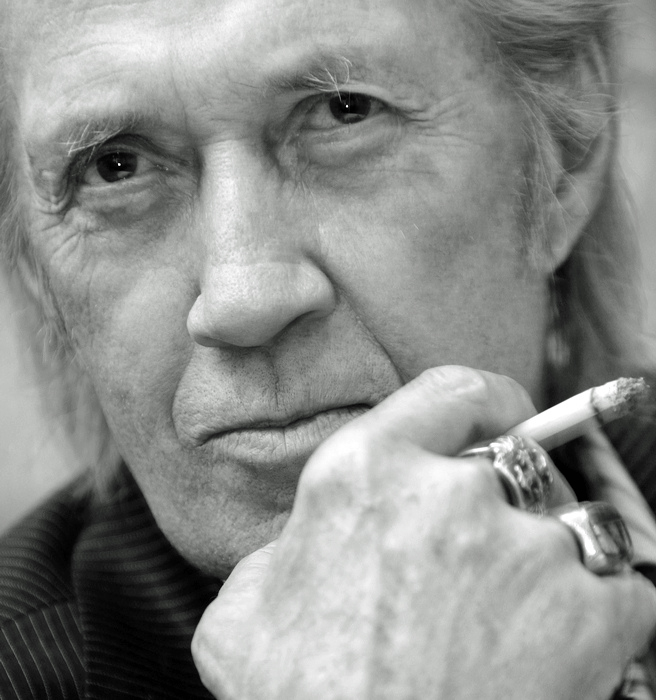
David Carradine en septiembre de 2006.

El 4 de junio de 2009, Carradine fue hallado muerto en una habitación del hotel Park Nai Lert en Bangkok (Tailandia). Aunque los medios locales informaron que se había suicidado ahorcándose en la habitación, más tarde su agente afirmó que la muerte se habría producido por causas naturales. Informaciones posteriores indican que la muerte no fue por causas naturales ni tampoco un suicidio, sino una muerte accidental por asfixia autoinfligida o con el fin de aumentar su estimulación sexual durante una masturbación (asfixia autoerótica).
La policía tailandesa no ha confirmado ninguna de esas versiones ni ha dado información oficial, y la familia del actor solicitó al FBI que ayude a esclarecerla. Las autoridades de Tailandia accedieron a que el FBI observara su investigación, sin intervenir en ella. Días más tarde, el periódico tailandés Thai Rath publicó una foto del cadáver en el lugar donde fue encontrado, causando la indignación de los familiares, quienes amenazaron con tomar acciones legales contra esa publicación.
Días después, el abogado de la familia Carradine, Mark Geragos, dio una entrevista a Larry King, donde planteó una nueva hipótesis. Según Geragos, fue asesinado por los seguidores de una sociedad secreta relacionada con las artes marciales porque estaba a punto de revelar sus actividades clandestinas. Sin embargo, la teoría del juego erótico fallido cobró fuerza cuando un diario tailandés aseguró que Carradine fue encontrado usando una peluca de mujer y un portaligas, y que en la habitación del hotel se hallaron fotografías eróticas y lencería roja.
El 11 de junio y tras realizarle una segunda autopsia (la primera la hicieron las autoridades tailandesas), el médico forense contratado por la familia, Michael Baden, confirmó que el actor no se había suicidado. Pero la falta de información por parte de la policía tailandesa le impidió llegar a una conclusión sobre la causa de muerte.
Carradine, que tenía 72 años, estaba en el país asiático grabando su nueva película, Stretch, dirigida por el francés Charles de Meaux.
Su funeral se llevó a cabo el sábado 13 de junio en un cementerio de Los Ángeles. Acudieron cerca de 400 personas, entre ellos, los actores Tom Selleck, Jane Seymour, Daryl Hannah y Lucy Liu. La ceremonia fue custodiada por guardias de seguridad, quienes se aseguraron de que solo los invitados asistieran.

## Filmografía
| Año       | Película                                                 | Papel                                                | Notas |
| --------- | -------------------------------------------------------- | ---------------------------------------------------- | --- |
| 1964      | The Alfred Hitchcock Hour                                | Ladrón de obras de arte                              | Episodio «Ten Minutes from Now» Emitido por primera vez el 1 de mayo de 1964                                                                  |
| 1965      | Taggart                                                  | Cal Dodge                                            | |
| 1965      | The Alfred Hitchcock Hour                                | Edward Clarke                                        | Episodio «Thou Still Unravished Bride» Emitido por primera vez el 22 de marzo de 1965                                                         |
| 1966      | Shane                                                    | Shane                                                | |
| 1967      | Johnny Belinda                                           | Locky                                                | |
| 1967      | The Violent Ones                                         | Lucas Barnes                                         | |
| 1969      | Heaven with a Gun                                        | Coke Beck                                            | |
| 1969      | Young Billy Young                                        | Jesse Boone                                          | |
| 1972      | Boxcar Bertha                                            | «Big» Bill Shelly                                    | |
| 1972–1975 | Kung Fu                                                  | Kwai Chang Caine                                     | Nominado — Primetime Emmy al mejor actor - Serie dramática Nominado — Globo de Oro al mejor actor de serie de televisión - Drama              |
| 1973      | The Long Goodbye                                         | Dave, alias Socrates — Compañero de celda de Marlowe | Sin créditos |
| 1973      | Mean Streets                                             | Borracho                                             | |
| 1975      | Death Race 2000                                          | Frankenstein                                         | |
| 1976      | Cannonball                                               | Coy «Cannonball» Buckman                             | |
| 1976      | Esta tierra es mi tierra                                 | Woody Guthrie                                        | National Board of Review al Mejor Actor Nominado — Globo de Oro al mejor actor - Drama Nominado — New York Film Critics Circle al Mejor actor |
| 1977      | El huevo de la serpiente                                 | Abel Rosenberg                                       | |
| 1977      | Thunder and Lightning                                    | Harley Thomas                                        | |
| 1978      | Deathsport                                               | Kaz Oshay                                            | |
| 1978      | Circle of Iron                                           | El ciego/Hombre mono/Muerte/Changsha                 | |
| 1978      | Gray Lady Down                                           | Capitán Gates                                        | |
| 1979      | Mr. Horn                                                 | Tom Horn                                             | |
| 1980      | The Long Riders                                          | Cole Younger                                         | |
| 1980      | Saturday Night Live                                      | Él mismo                                             | Guest host, 20 de diciembre de 1980 |
| 1982      | Q - The Winged Serpent                                   | Detective Shepard                                    | |
| 1982      | Trick Or Treats                                          | Richard                                              | |
| 1983      | Lone Wolf McQuade                                        | Rawley Wilkes                                        | |
| 1983      | Americana                                                | El soldado americano                                 | |
| 1984      | The Warrior and the Sorceress                            | Kain                                                 | |
| 1984      | Río abajo                                                |                                                      | |
| 1984      | Airwolf                                                  | Dr. Robert Winchester                                | |
| 1985      | Norte y Sur                                              | Justin LaMotte                                       | Nominado — Globo de Oro al mejor actor de serie de televisión - Drama                                                                         |
| 1986      | Kung Fu: The Movie                                       | Kwai Chang Caine                                     | |
| 1987      | Los panzers de la muerte                                 | Coronel de la Wehrmacht                              | |
| 1988      | Tropical Snow                                            | Oskar                                                | |
| 1990      | Sundown: The Vampire in Retreat                          | Jozek Mardulak/Conde Drácula                         | |
| 1990      | Bird on a Wire                                           | Sorenson                                             | |
| 1991      | Karate Cop                                               | Papá                                                 | |
| 1991      | Martial Law                                              | Dalton Rhodes                                        | |
| 1991      | The Gambler Returns: The Luck of the Draw                | Caine                                                | |
| 1992      | Evil Toons                                               | Gideon Fisk                                          | |
| 1992      | Roadside Prophets                                        | Othello                                              | |
| 1992      | Waxwork II: Lost in Time                                 | El mendigo                                           | |
| 1993‑1997 | Kung Fu: The Legend Continues                            | Kwai Chang Caine                                     | |
| 1997      | Last Stand at Saber River                                | Duane Kidston                                        | |
| 1998      | Niños del maíz V: Campos de Terror                       | Luke Enright                                         | |
| 1998      | Un cuento americano 3: El tesoro de la isla de Manhattan | Jefe Wulisso                                         | Voz |
| 1998      | Masters of the Martial Arts Presented by Wesley Snipes   | Él mismo                                             | |
| 1999      | Charmed                                                  | «Tempus»                                             | |
| 1999      | American Reel                                            | James Lee Springer                                   | |
| 2000      | Down 'n Dirty                                            | Gil Garner                                           | |
| 2001      | Reina de Espadas                                         | La Serpiente                                         | |
| 2002      | Balto 2: En busca de tus raíces                          | Nava                                                 | Voz |
| 2002      | The Outsider                                             | Doctor Lucas Henry                                   | |
| 2002      | King of the Hill                                         | Junichiro Hill                                       | Voz |
| 2003      | Bala perdida                                             | Michael Morrison                                     | Rodada en Alicante (España) |
| 2003      | Kill Bill 1                                              | Bill                                                 | |
| 2003‑2004 | Alias                                                    | Conrad                                               | |
| 2004      | Kill Bill 2                                              | Bill                                                 | Saturn al mejor actor Nominado — Globo de Oro al mejor actor de reparto                                                                       |
| 2004      | Hair High                                                | Mr. Snerz                                            | Voz |
| 2004      | Dead & Breakfast                                         | Mr. Wise                                             | |
| 2004      | Max Havoc: Curse of the Dragon                           | Grand Master                                         | |
| 2005      | Danny Phantom                                            | Clockwork                                            | Voz |
| 2006      | Medium                                                   | Hermano de Jessica                                   | |
| 2006      | Saints Row                                               | William Sharp                                        | Voz |
| 2006      | The Last Sect                                            | Dr. Abraham van Helsing                              | A quien interpreta es ... a uno de los descendientes Van Helsing                                                                              |
| 2007      | Homo Erectus (película)                                  | Mookoo                                               | |
| 2007      | Epic Movie                                               | El Curador                                           | |
| 2007      | Fall Down Dead                                           | Wade                                                 | |
| 2007      | Camille                                                  | El vaquero Bob                                       | |
| 2007      | Cómo robar un banco                                      | Nick                                                 | |
| 2007      | Fuego                                                    | Lobo                                                 | |
| 2007      | Big Stan                                                 | El Maestro                                           | |
| 2008      | The Golden Boys                                          | Capitán Zeb                                          | |
| 2008      | Ricardo III                                              | Henry Stafford                                       | |
| 2008      | Hell Ride                                                | The Deuce                                            | |
| 2008      | El hijo del Dragón                                       | Bird                                                 | |
| 2008      | Last Hour                                                | Detective Mike Stone                                 | |
| 2008      | La Carrera de la Muerte                                  | Frankenstein                                         | Voz |
| 2008      | Archie's Final Project                                   | Vargas                                               | |
| 2009      | Absolute Evil                                            | Raf McCane                                           | |
| 2009      | Starz Inside: Unforgettably Evil                         | Él mismo                                             | |
| 2009      | Crank: High Voltage                                      | Poon Dong                                            | |
| 2009      | Mental                                                   | Gideon Graham                                        | |